# Белёвское кружево

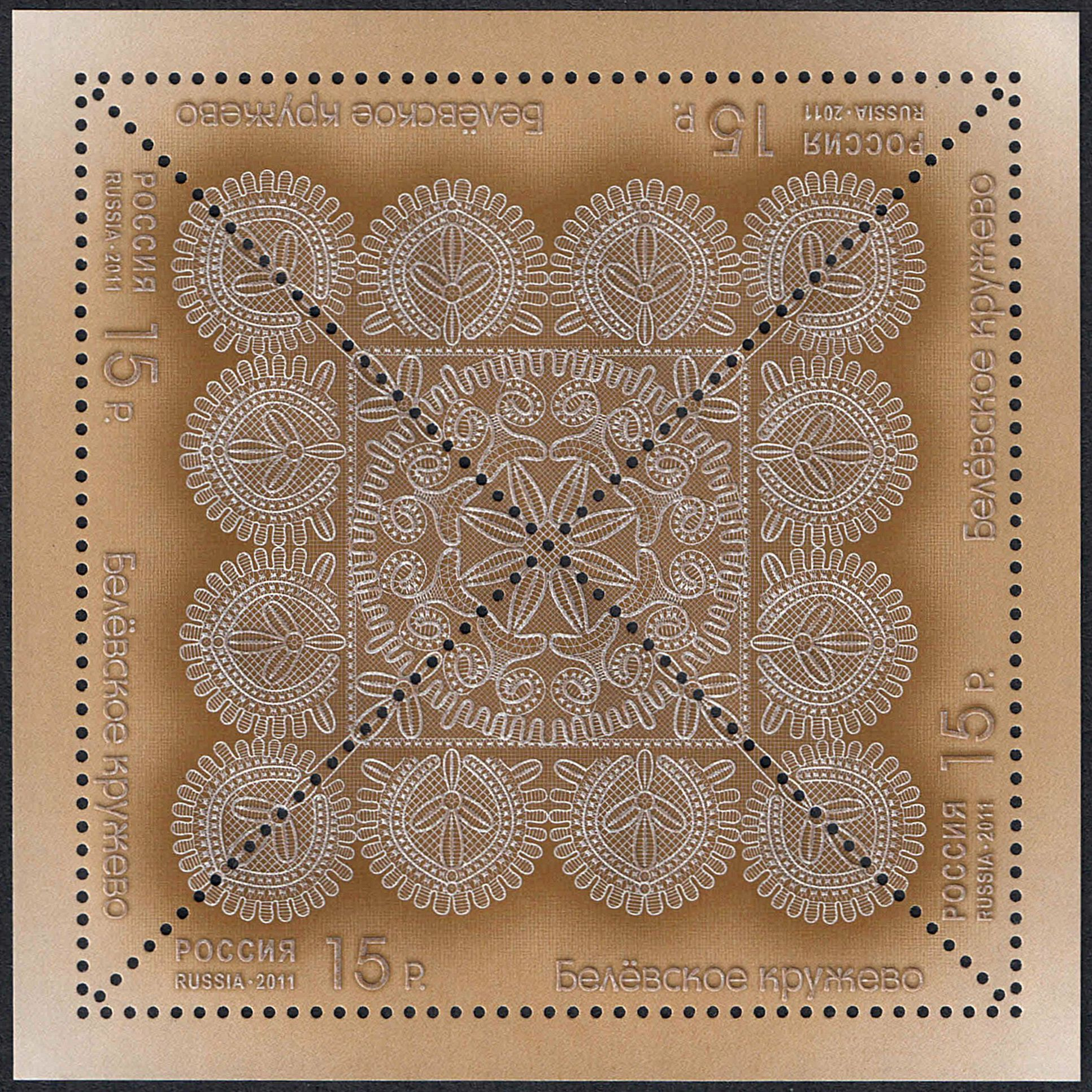
Почтовая марка России, с изображением белёвского кружева

Белёвское кру́жево — вид русского кружева, который получил распространение в XIX веке в городе Белёве Тульской губернии.

## История
Изготовлением кружев первыми начали заниматься монахини Белёвского Крестовоздвиженского монастыря в XVII веке. Они плели мерное многопарное кружево из золотой и серебряной канители. Это тонкое кружево шло исключительно на отделку платьев знати, праздничных одежд священнослужителей, украшения культовых принадлежностей. Характерный признак монастырских кружев — отсутствие даже стилизованной флоры и фауны, замкнутый орнамент состоял из геометрических мотивов: разнообразных тесемок, квадратов, «паучков», «змеек». К середине XIX века, искусство монастырских кружевниц вышло в народ — в помещичьи усадьбы, мещанские и крестьянские дома, постепенно приняло форму промысла и стало основным источником заработка для многих мастериц.
1840—1890-е годы являются периодов бурного развития и расцвета белёвского кружева. К 1860 году в Белёве насчитывалось 350 мастериц, а к 1873 году — уже 2000, то есть четверть населения города. Плетением кружев в Белёве занималось почти все беднейшее население, в основном это были мещанки и выходцы из обедневших купцов. Кружевной промысел носил исключительно семейный характер, обучение которому начиналось с 7-8 лет. К 10 годам девочки становились помощницами в своих семьях, чья работа приносит доход.
Орудия и инструменты для плетения были следующие: подушка, лукошко, коклюшки, булавки и бумага для сколок (рисунок кружева). В Белёве сколки рисовали только две сколочницы, а кружевницы только исполняли кружево по готовым сколкам. Заработок мастериц зависел от многих условий: фасона, материала и сложности изготовляемой вещи. Сбытом кружев, как правило, занимались торговки, которые вывозили свой товар в Москву, Санкт-Петербург, Нижний Новгород.
Согласно технике кружевоплетения, белёвские мастерицы работали сцепным способом. Плетение они обогащали сканью — приём введения в полотянку дополнительной более толстой или цветной нити. Этот приём использовался для придания рисунку чёткости и усиления рельефа. Применение в белёвском кружеве как основных, так и дополнительных элементном плетения, давало возможность мастерицам создавать кружево различных форм. Владея многообразными элементами, мастерицы создавали мерное кружево; оно выплеталось в виде непрерывной полосы любой длины с повторяющимся рисунком, пришивалось к краям ткани — полотенцам, скатертям или простыням. В белёвском кружево помимо мерного встречаются оплёты, всегда соединяющиеся с тканью и имеющие чёткие размеры. Цельные каёмы носовых платков, дорожек, скатерти, покрывала, занавески. Разнообразие форм и присутствие характерных элементов в белёвском кружеве делают его отличным от вологодского, захожского и других кружев России.
С конца 1890-х годов промысел начинает приходить в упадок, а после 1917 года началось его стремительное угасание. В 1929 году в Белёве трудилось 73 мастерицы, 45 из которых были объединены в кооператив, преобразованный затем в артель. В 1950-е годы из-за нерентабельности артель была закрыта. Белёвские кружева всё ещё изготавливаются отдельными местными мастерицами, однако этот факт скорее свидетельствует о передаче и сохранении традиции, чем о наличии промысла. В городе работают художественно-краеведческий музей им. Жуковского и фабрика-музей «Дом традиций», где можно познакомиться с процессом создания белёвских кружев.